# Varavarankely
Varavarankely es una película del año 2010.

## Sinopsis
Un niño se asomó por la ventana de su casa. Pasó un pájaro y le entretuvo. Cuando le llamaron sus amigos, sonrió.

## Premios
- Encuentros del Cortometraje, Madagascar, 2010